# ژاسلین ۲۵۴۱۵
سیارک ۲۵۴۱۵ (به انگلیسی: 25415 Jocelyn، نامگذاری: 1999VL53) بیست و پنج هزار و چهارصد و پانزدهمین سیارک کشف‌شده است که در ۳ نوامبر ۱۹۹۹ کشف شد.
قدر مطلق سیارک برابر ۱۴.۱ است.